# Goro (personaje)
Goro es un personaje ficticio en la serie de juegos de lucha Mortal Kombat. Su primera aparición fue en Mortal Kombat de 1992, en el que era el subjefe del juego, también era presentado como el actual campeón de Mortal Kombat, hasta que fue derrotado por Liu Kang.

## Biografía ficticia

### Línea del tiempo original
Goro es el Príncipe de los shokan, humanoides muy grandes y fuertes, con cuatro brazos y la capacidad de escupir fuego. Goro es hijo del rey Gorbak y la reina Mai y considerado el guerrero más reputado y temido de entre su raza. Esto llama la atención de Shao Kahn, el tiránico emperador del Mundo Exterior, quien lo contrata para viajar a la Tierra a apoyar a Shang Tsung en el torneo de Mortal Kombat. Goro se convirtió en el campeón tras derrotar al Gran Maestro Kung Lao, manteniéndose invicto durante 500 años.
En los sucesos del videojuego Mortal Kombat, el imbatido Goro defendió su título de campeón por décima vez, pero, en esta ocasión, fue derrotado por el guerrero de la Tierra Liu Kang. Tal y como se revela en los cómics, Goro permaneció en la isla de Shang Tsung donde se enfrentó a Sonya Blade, Johnny Cage y Kano, hasta que la ínsula comenzó a colapsar cuando Liu Kang derrotó a Shang Tsung en la final del torneo. Goro fue dado por muerto tras el torneo, incluso por su padre, el rey Gorbak, quien quiso vengar su deceso participando en la invasión del Reino de la Tierra que organizaba el emperador Shao Kahn.
En la película animada Mortal Kombat se afirma que Goro tiene un hermano pequeño, Duroc, a quien elimina a traición para convertirse en el único heredero al trono de su padre.
Goro regresa para los sucesos de Mortal Kombat Trilogy actuando bajo las órdenes de Shao Kahn, pero vuelve a ser derrotado por Liu Kang, sin lograr consumar su revancha. Posteriormente, los cómics revelan que Goro lideró a los shokan en su guerra fratricida con los centauros; Kitana, princesa de Edenia, actuó en nombre de su madre Sindel para firmar la paz entre las dos razas, sellándose con el acuerdo entre Goro y Motaro. A su vez, Goro sella la paz con Kung Lao, descendiente del Gran Maestro Kung Lao a quien Goro derrotó siglos atrás.
Cuando estalla la guerra contra el Mundo Exterior, los shokan permanecen aliados con Edenia; tras una batalla, Goro es atacado a traición por Noob Saibot, quien lo deja agonizante. El cuerpo de Goro es recuperado por Shao Kahn, quien lo cura de sus heridas; a cambio de su alianza con el tirano, este desterrará del Mundo Exterior al némesis de los shokan: los centauros. Shao Kahn, con el apoyo de Goro, retoma el trono imperial; el príncipe shokan permanece al lado del emperador hasta la Batalla del Armaggedon en Mortal Kombat: Armageddon, donde fallece junto a casi todos los combatientes del Mortal Kombat.

### Nueva línea temporal
En la nueva línea temporal, Goro es el campeón invicto del Mortal Kombat durante 500 años, hasta que es derrotado por Liu Kang en el torneo de Mortal Kombat (2011). Goro colabora con Shao Kahn y las fuerzas del Mundo Exterior en la invasión a la Tierra, viéndose congelado por Sub-Zero. Tras la desaparición de Shao Kahn a manos de los Dioses Antiguos, los shokan se retiran de vuelta a su mundo.
En Mortal Kombat X, el personaje de Goro retorna, si bien sin intervención en la historia del juego. A través de los cómics, se revela que Goro fue enviado por el nuevo emperador, Kotal Kahn, a someter a la pretendiente al trono Mileena, sin embargo, Goro decide pactar con la mestiza a cambio de que esta otorgue a los shokan un lugar preponderante en su nuevo reino. Tras un combate, Goro acaba con la vida del padre de Kotal Kahn y este promete vengarse del príncipe. Ambos libran un brutal combate con victoria para Kotal Kahn, quien cercena los brazos del príncipe shokan. Este no se considera digno de heredar el trono de su padre Gorbak, de manera que parte hacia un exilio autoimpuesto, prometiendo regresar para ocupar su legítimo puesto como rey de los shokan. Goro escucha sobre los poderes de Onaga, el antaño Rey Dragón. Goro pacta con Daegon, el líder del Dragón Rojo, que le otorgue los poderes de Onaga; a cambio, el shokan les entrega el cuerpo inerte del guerrero de la Tierra Kenshi Takahashi.
Los cómics no continúan la historia de Goro. En Mortal Kombat 11, se revela el cadáver del personaje en la isla de Shang Tsung. A través de los diálogos de los personajes se menciona que Goro cayó en la locura tras obtener los poderes de Onaga, desatando el caos en el Mundo Exterior, siendo derrotado y asesinado por Kotal Kahn.

## Apariciones en la saga

### Mortal Kombat

#### Subjefe
Goro es un personaje que antecede a Shang Tsung en los combates de la historia. El personaje es creado por un ordenador, su imagen no utiliza la captura digital, se utilizó un muñeco para realizar stop motion. A él no se puede ejecutar ningún Fatality.

#### Movimientos especiales
- Descarga de shokan: Descendiendo uno de sus brazos superiores, produce una esfera ondulante, la cual es lanzada y al impactarte causa un daño colosal en cualquier parte del cuerpo.
- Agarre cuádruple: Toma del torso a su oponente con sus brazos inferiores, levantando sus brazos superiores y golpeándolo en cada hombro. La fuerza del golpe envía al oponente al otro extremo del campo.
- Risa: Mueve su cabeza y brazos simulando una carcajada y en oportunidades se coloca en posición de victoria.

### Mortal Kombat Trilogy

#### Subjefe
Goro es un personaje jugable en la versión de PlayStation, pero al vencer a Motaro en las Torres, en algunas modalidades, se debe enfrentar a Goro junto a Kintaro en un combate de Endurance.

#### Movimientos especiales
- Descarga de shokan: Descendiendo uno de sus brazos superiores, produce una esfera ondulante, la cual es lanzada y al impactarte causa un daño colosal en cualquier parte del cuerpo.
- Agarre cuádruple: Te toma del torso con sus brazos inferiores, alzando sus brazos superiores te impactara en cada hombro, la fuerza del golpe te debe enviar al otro extremo del campo.
- Ataque de rotación: Levantando sus cuatro brazos, gira repetidamente avanzando hasta aproximarse a su oponente e impactarlo hasta el otro extremo del campo.
- Risa: Mueve su cabeza y brazos simulando una carcajada y en oportunidades se coloca en posición de victoria.

#### Final
Goro gana la pelea y se retira en las sombras probablemente a derrotar a más guerreros de la Tierra.

### Mortal Kombat 4/Mortal Kombat Gold

#### Biografía
El shokan fue protector de Shang Tsung durante el Primer Torneo. Goro ganó el título de Campeón Supremo de Mortal Kombat al derrotar al Gran Kung Lao, para finalmente perderlo contra Liu Kang. Buscando venganza, regresa del Mundo Exterior para machacar a Liu Kang en Mortal Kombat.

#### Subjefe
Goro es el personaje que antecede a Shinnok en las Torres del juego. Goro es susceptible a los Fatalities, en Mortal Kombat: Gold adquiere un nuevo diseño gráfico.

#### Movimientos especiales
- Descarga de shokan: Descendiendo uno de sus brazos superiores, produce una esfera ondulante, la cual es lanzada y al impactarte causa un daño colosal en cualquier parte del cuerpo.
- Agarre cuádruple: Te toma del torso con sus brazos inferiores, alzando sus brazos superiores te impactara en cada hombro, la fuerza del golpe te debe enviar al otro extremo del campo.
- Pisada de telepuerto: Desvaneciéndose de la pantalla, una silueta va por encima, caerá con todo su peso sobre su oponente.
- Impacto pectoral: Ejecuta una embestida en una posición tal que adelanta su abdomen y golpea. La fuerza del impacto es brutal y derriba aún si usa el bloqueo.
- Llave cuádruple: Por medio de sus cuatro brazos, toma a su oponente de las extremidades, lo coloca encima de su espalda y ejecuta una contracción, cuando el cuerpo es debilitado luego será lanzado.
- Risa: Mueve su cabeza y brazos simulando una carcajada y en oportunidades se coloca en posición de victoria.

### Mortal Kombat 9
En este juego tras el reinicio de la saga y el cambio en la línea temporal Goro vuelve a aparecer como guardaespaldas de Shang Tsung en el primer torneo de Mortal Kombat. Esta vez, el príncipe Goro vuelve a ser derrotado a manos de Liu Kang. A través de la historia aparece peleando a favor de Shao Kahn.

#### X-Ray
Goro toma a su oponente con sus manos y le sacude la cabeza hasta partirle el cráneo, luego lo toma por las piernas con sus brazos superiores y lo estrella brutalmente contra el piso, destronzándole la columna y algunas costillas.

#### Remates
- Fatality: Goro levanta a su víctima y le arranca los brazos, luego lo gira y le arranca las piernas y por último lo parte brutalmente por la mitad.
- Fatality: Goro toma a su oponente de los hombros con los brazos inferiores y con los superiores le arranca la cabeza. Luego la parte en cuatro cuartos utilizando todos sus brazos.

### Mortal Kombat X

#### Variantes
- Furia Trigar: Goro adquiere habilidades de fuego.
- Guerrero Kuatan: Goro adquiere ataques al suelo.
- Colmillos de Dragón: Goro utiliza guanteletes con cuchillas.[2]

#### X-Ray
- Ajuste de espina: Goro toma a su oponente de la cabeza y le parte el cuello, teniéndolo sujetado de la cabeza y de la cintura con sus brazos, lo estira hasta separarle las vértebras y partirle algunas costillas.

#### Remates
- Fatality: Goro presiona la cabeza de su rival hasta introducirla en su propio cuerpo y luego con un brazo inferior le arranca la carne del abdomen, entonces se puede ver la cabeza en su interior.
- Fatality: Goro salta y cae encima de su oponente luego lo toma de sus extemidades y las arranca con sus brazos.

## Videojuegos donde aparece
- Mortal Kombat
- Mortal Kombat Trilogy
- Mortal Kombat 4
- Mortal Kombat Gold
- Mortal Kombat: Deadly Alliance
- Mortal Kombat: Deception
- Mortal Kombat: Shaolin Monks
- Mortal Kombat: Armageddon
- Mortal Kombat Unchained
- Mortal Kombat 9
- Mortal Kombat X
- Mortal Kombat 11
- Mortal Kombat 1